# Сантони
Сантоните (на старогръцки: Σάντονες, Σάντονοι, Σάντωνες; на латински: Santones, Santoni) са галско племе, населявало територията Аквитания при устието на река Гарона.
Главният град на племето носи името Медиолан (на латински: Mediolanum Santonum). През 58 г. пр.н.е. по времето на Галските войни, Юлий Цезар побеждава племената хелвети и тигурини, които са се заселили на територията на сантоните в битки при Арар и Бибракте. Няколко години по-късно сантоните изпращат 12000 души в помощ на Верцингеторикс за обсадата на Алезия. Територията на сантоните попада под римски контрол през 1 век пр.н.е.